# 陶德·菲利普斯
陶德·菲利普斯（英語：Todd Phillips，1970年12月20日—），原名陶德·班澤（英語：Todd Bunzl），美國男導演、編劇、製片人和演員。較著名的作品如紀錄片《甜苦汽車旅店》（2000年）、電影《重返校園》（2003年）、《醉後大丈夫》（2009年）和《臨門湊一腳》（2010年）。2006年，菲利普斯在《芭樂特：哈薩克青年必修（理）美國文化》中擔任編劇為他提名第79屆奧斯卡金像獎最佳改編劇本，2012年，他也在黑色喜劇電影《派對X計劃》中擔任監製。
2019年執導的《小丑》夺得第76届威尼斯影展金狮奖，同時斬獲第77屆金球獎、第73屆英國電影學院獎以及第92屆奧斯卡金像獎的最佳導演提名，並獲包括最佳影片、最佳導演和最佳改編劇本在內的11項提名。

## 作品列表
| 年份 | 標題                                            | 職位 | 職位 | 職位 | 職位 | 職位           | 附註       |
| 年份 | 標題                                            | 導演 | 監製 | 編劇 | 演員 | 角色           | 附註       |
| ---- | ----------------------------------------------- | ---- | ---- | ---- | ---- | -------------- | ---------- |
| 1993 | 《仇恨》 Hated: GG Allin and the Murder Junkies | 是   | 是   | 是   | 否   |                | 紀錄片     |
| 1998 | 《博愛屋》 Frat House                           | 是   | 是   | 是   | 否   |                | 紀錄片     |
| 2000 | 《哈啦上路》 Road Trip                          | 是   | 否   | 是   | 是   | 貝絲的腳崇拜者 |            |
| 2000 | 《甜苦汽車旅店》 Bittersweet Motel              | 是   | 是   | 是   | 否   |                | 紀錄片     |
| 2003 | 《重返校園》 Old School                         | 是   | 是   | 是   | 是   | 在門口的人     |            |
| 2004 | 《警網雙雄》 Starsky & Hutch                    | 是   | 否   | 是   | 否   |                |            |
| 2006 | 《國王人馬》 All the King's Men                 | 否   | 是   | 否   | 否   |                | 執行製片人 |
| 2006 | 《無賴速成班》 School for Scoundrels            | 是   | 是   | 是   | 否   |                |            |
| 2006 | 《芭樂特：哈薩克青年必修（理）美國文化》 Borat! | 否   | 否   | 是   | 否   |                | 提供故事   |
| 2009 | 《醉後大丈夫》 The Hangover                     | 是   | 是   | 否   | 是   | Mr. Creepy     |            |
| 2010 | 《臨門湊一腳》 Due Date                         | 是   | 是   | 是   | 是   | Barry          |            |
| 2011 | 《醉後大丈夫2》 The Hangover Part II            | 是   | 是   | 是   | 否   |                |            |
| 2012 | 《派對X計劃》 Project X                         | 否   | 是   | 否   | 否   |                |            |
| 2013 | 《醉後大丈夫3》 The Hangover Part III           | 是   | 是   | 是   | 是   | Mr. Creepy     |            |
| 2016 | 《火線掏寶》 War Dogs                           | 是   | 是   | 是   | 否   |                |            |
| 2018 | 《星夢情深》 A Star Is Born                     | 否   | 是   | 否   | 否   |                |            |
| 2019 | 《小丑》 Joker                                  | 是   | 是   | 是   | 否   |                |            |
| 2024 | 《小丑：雙重瘋狂》 Joker: Folie à Deux          | 是   | 是   | 是   | 否   |                |            |

## 外部連結
- 陶德·菲利普斯在互联网电影资料库（IMDb）上的資料（英文）